# Necrose avascular
Necrose avascular, também é conhecida como osteonecrose, necrose asséptica ou necrose isquêmica do osso, é uma doença causada pela perda temporária ou permanente da irrigação de sangue aos ossos. A morte do tecido ósseo causa seu colapso resultando em dor e deficiência.

## Causa
A grande maioria dos casos é causado por:
- Abuso de glicocorticoide (corticosteroide);
- Abuso de álcool;
- Trauma físico;
- Bifosfonatos (osteonecrose maxilar)

Outros casos incomuns podem ser causados por:
- Doença de Caisson;
- Compressão vascular;
- Descompressão prolongada;
- Vasculite;
- Tromboembolismo;
- Radiação (osteorradionecrose);
- Anemia falciforme;
- Doença autoimune e;
- Doença de Gaucher.

Células hematopoieticas são muito sensíveis a falta de oxigênio morrendo nas primeiras 12 a 48 horas, enquanto as células de gordura (adipócitos) levam cinco dias para morrer.

## Sinais e sintomas

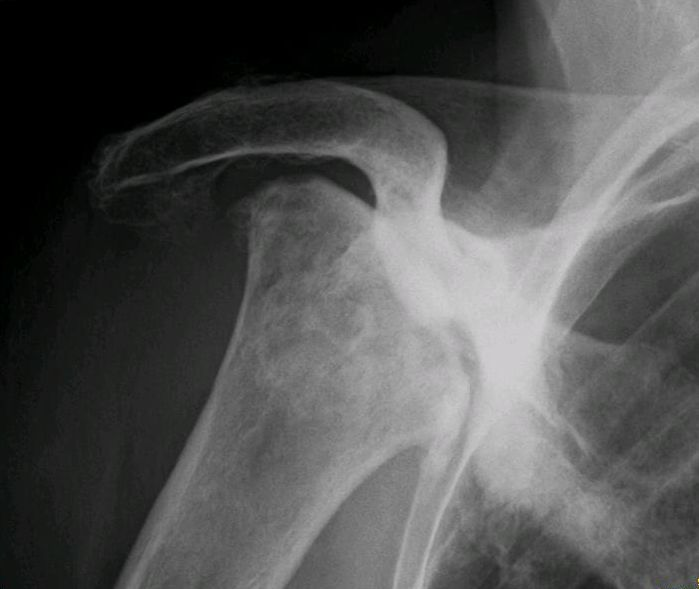
Radiografia de necrose total avascular da cabeça do úmero direita. Mulher de 81 anos de idade com diabetes de longa duração

Muitas pessoas não apresentam sintomas nos estágios iniciais da necrose. À medida que a doença se agrava, a sua articulação afetada pode doer somente ao colocar peso sobre ela. Eventualmente, a articulação começa a machucar mais constantemente, mesmo deitado. Com o passar dos meses a dor se intensifica até o osso colapsar, perdendo sua forma e incapacitando articulações próximas.

## Diagnóstico
Inicialmente pode ser diagnosticado por ressonância magnética, aparecendo como normal em um Raio-X a menos que já seja severa.

## Tratamento
Os objetivos do tratamento são para melhorar o funcionamento da articulação afetada, reduzir a progressão da lesão óssea e diminuir a dor.
O tratamento de caso iniciais e leves começa com medicamentos para a dor e limitar o peso sobre a articulação (como caminhada) em áreas afetadas. Este tipo de tratamento conservador pode funcionar bem para pacientes com osteonecrose precoce em pequenas áreas de osso. No entanto, ele não funciona para quem tem quadril ou osteonecrose do joelho que estão enfrentando agravamento da doença e o colapso do osso.